# タカアシガニ
タカアシガニ（高脚蟹・学名Macrocheira kaempferi）は、十脚目・短尾下目・クモガニ科に分類される蟹。日本近海の深海に生息する巨大な蟹で、現生の節足動物では世界最大である。
カニ類の中では系統的に古い種で、生きた化石とよばれる。現生のタカアシガニ属（Macrocheira属）は1属1種のみだが、他に化石種が4種類（日本国内に2種、アメリカ合衆国ワシントン州に2種）報告されている。

## 概要
脚には白色のまだら模様が入る。脚は非常に細長いが、さらに成体のオスでは鋏脚が脚よりも長くなり、大きなオスが鋏脚を広げると3.8メートルに達する。甲羅は最大で甲幅40センチメートルになり、甲長の方が長く楕円形で、盛りあがっていて丸っこい。体重は最大で19キログラムに達する。複眼は甲羅の前方に並び、複眼の間には斜めの棘が左右に突き出す。若い個体は甲羅に毛や棘があり、複眼の間の棘も長いが、成熟すると毛は短くなり、棘も目立たなくなる。

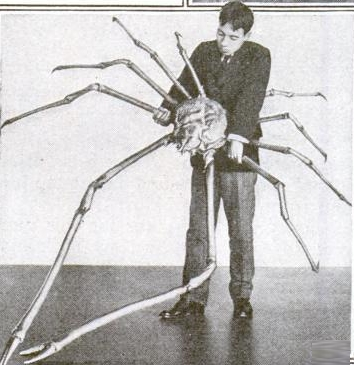
アメリカ自然史博物館所蔵の標本、脚を広げた長さが3.8メートル。

生息域は岩手県沖から九州までの太平洋岸で、東シナ海、駿河湾、土佐湾である。まれに三河湾や伊勢湾で漁獲されたこともある。
日本近海の固有種と言われていたが、1989年に台湾の東方沖で見つかっている。水深150 - 800メートルほどの深海砂泥底に生息し（特に水深200 - 300メートルに多い）、春の産卵期には、水深50メートル程度の浅いところまで移動して産卵する。学名はエンゲルベルト・ケンペル (Engelbert Kaempfer) にちなんで名づけられたもので、彼の生誕350年の折には剥製がドイツに送られた。
食性は動物食の強い雑食性で、貝などを鋏で潰し割って食べることが多い（鋏の内側に球状の突起が多数並んでおり、くるみ割り器のように、固い物を潰して割る構造になっている）。
近縁種4種は全て絶滅種で、1926年にメアリー・ラスバンによってアメリカ合衆国ワシントン州のオリンピック半島の東ツイン川（ワシントン州）で確認された Macrocheira teglandi、1957年に今泉力蔵によって長野県下伊那郡千代村米川（現在の同県飯田市大字千代）の千代小学校の校庭の地層で確認された「チヨガニ」（Macrocheira yabei）、同じく今泉によって1965年に山形県尾花沢市の薬師沢支流の砂岩層から確認された Macrocheira ginzanensis、1999年にキャリー・シュバイツァー (Carrie E. Schweitzer) とロドニー・フェルドマン (Rodney M. Feldmann) の研究チームによってワシントン州オリンピック半島の地層から確認された Macrocheira longirostra である。

## 利用

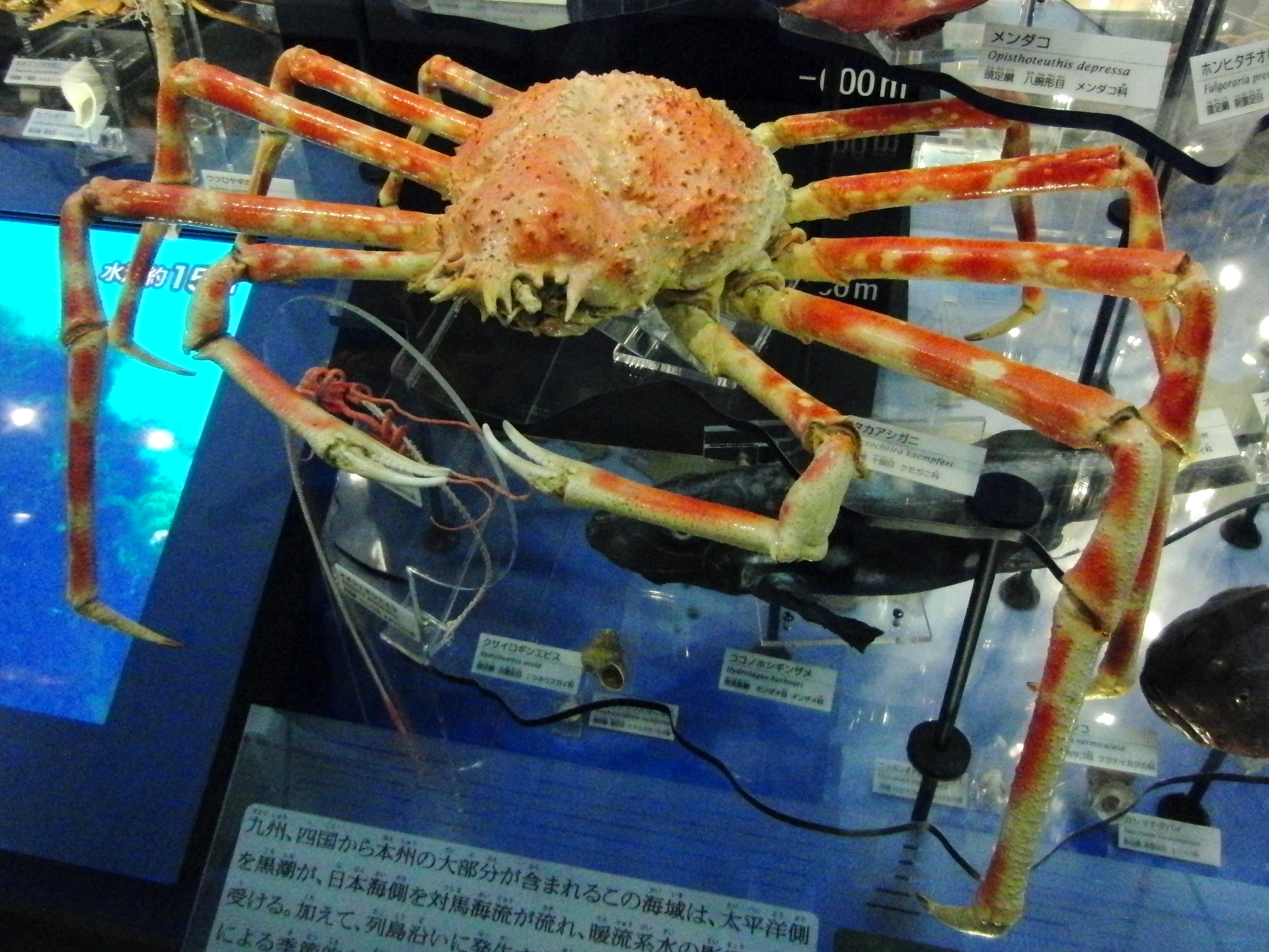
タカアシガニの剥製（国立科学博物館）

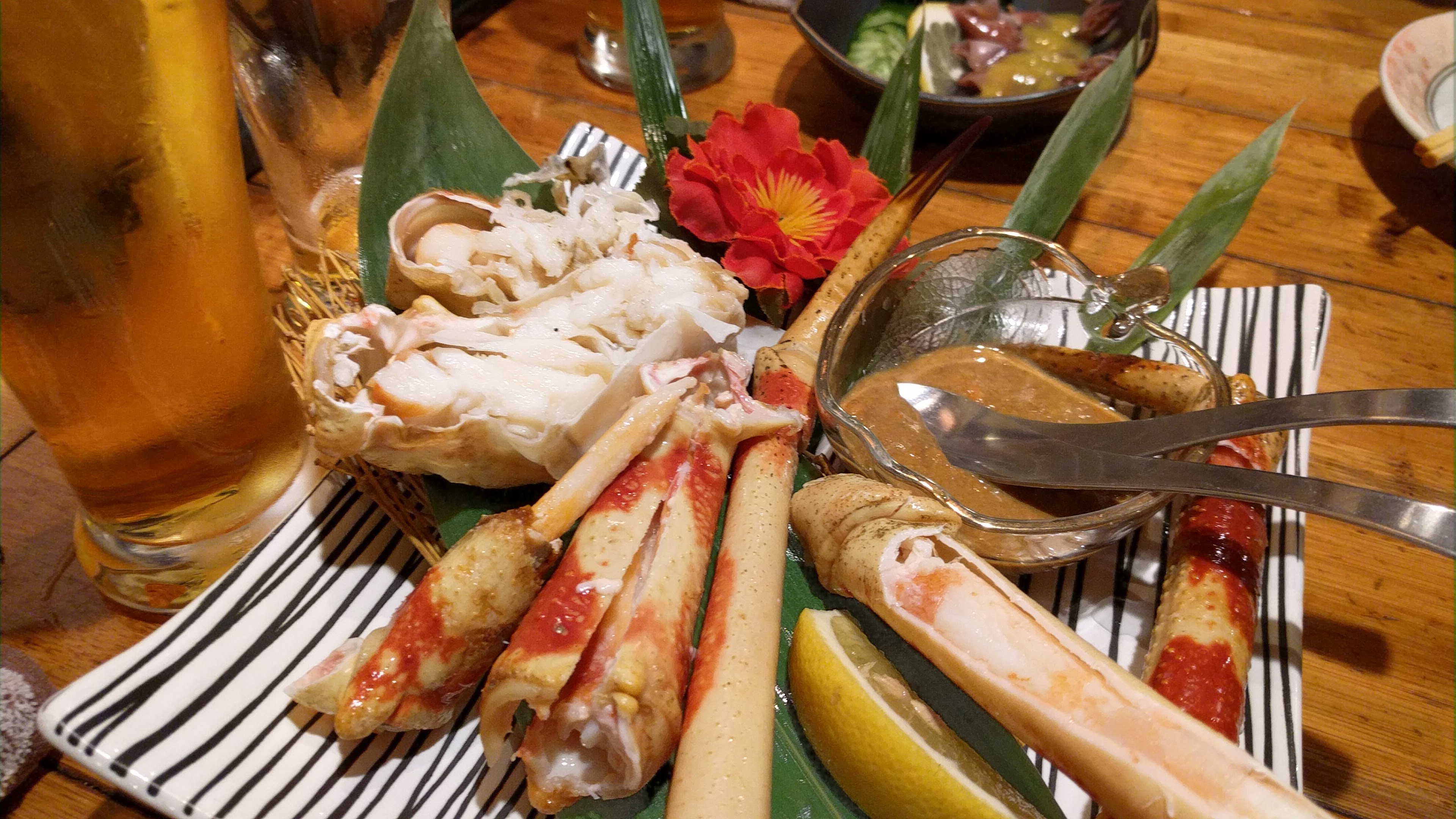
茹でられたタカアシガニ

産地以外では食材としての評価は低い。水揚げして放置すると身が溶けて液体化してしまうため、扱いが難しいといったことが挙げられる。
味は水っぽく大味で、それゆえ大正初期の頃から底引き網漁でタカアシガニが水揚げされるも見向きもされていなかった。しかし、今日では漁獲される地元の名物料理の一つになっている。一説では、1960年（昭和35年）に戸田村（現在の沼津市戸田地区）の地元旅館主人が「タカアシガニ料理」を始めたとされている。
小型底引き網（トロール網）などで漁獲され、塩茹でや蒸しガニなどにして食用にされる。メスの方が旨味が強いとされているが、巨体の割にはあまり肉が多くない。漁場は相模灘、伊豆七島周辺、駿河湾、熊野灘、土佐湾などだが、産卵期の春は禁漁となっている。特に漁が盛んな駿河湾ではタカアシガニを観光の名物にしているが、近年は漁獲が減少しているため、種苗放流など資源保護の動きもある。和歌山県では産卵期の春に浅瀬に移動するものを漁獲している。
- 伊豆での漁法と漁期
  - 戸田漁港 小型底曳き網（9月 - 翌年5月15日）、田子漁港 かご（12月 - 翌年2月）[4]

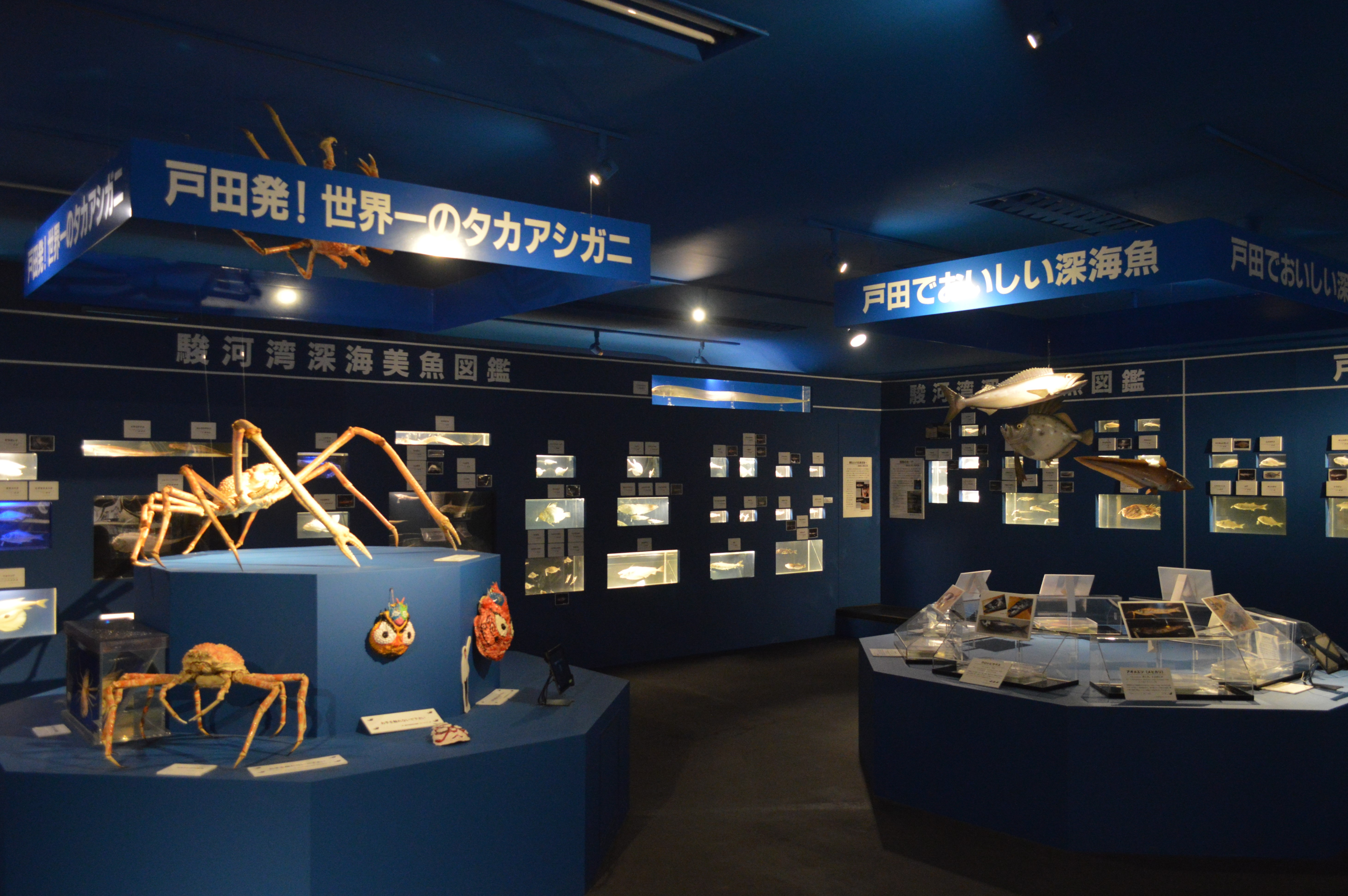
沼津市戸田造船郷土資料博物館の駿河湾深海生物館の展示物

食用の他に研究用や装飾用の剥製、魔よけにもされる。性質はおとなしく、また飼育のし易さ、目を引く点、個体の補充しやすさから水族館などでも飼育される。